# Louis Buchalter
Louis "Lepke" Buchalter (6. februar 1897 - 4. marts 1944) var en amerikansk gangster og leder af den amerikanske gangsterorganisation kendt som Murder, Inc. i 1930'erne. Buchalter var blandt de førende gangstere i New York og var blandt andet involveret i den amerikanske fagbevægelse, der på daværende tidspunkt var infiltreret af den amerikanske mafia.
Buchalter blev den højst placerede mafiaboss, der blev henrettet i USA efter at være blevet dømt for drab.

## Opvækst
Buchalter blev født på Manhattans Lower East Side den 6. februar 1897. Moderen, Rose Buchalter, kaldte ham "Lepkeleh" ("Lille Louis" på Yiddish), hvilket senere blev til "Lepke". Faderen, Barnett Buchalter, var en russisk emigrant, der drev en isenkram på Lower East Side.
Louis Buchalter havde en søster og tre brødre.
I 1909, da Buchalter var 12 år, døde faderen. Louis Buchalter afsluttede skolen året efter, og moderen flyttede kort herefter til Arizona af helbredsmæssige årsager, hvorefter Louis Buchalter blev passet af sin storesøster.
Han blev arresteret første gang den 2. september 1915 tiltalt for tyeri og overfald, men tiltalen blev frafaldet.
I perioden fra 1915 til 1922 blev Buchalter arresteret og dømt flere gange for diverse kriminalitet og afsonede i perioden indtil 1922 bl.a. en dom på 30 måneders fængsel i Sing Sing.

## Opstigning
Efter Buchalters løsladelse i 1922 begyndte han at arbejde for sin barndomsven, gangsteren Jacob "Gurrah" Shapiro. Med en kombination af bistand og trusler overtog de kontrollen med de lokale fagforeninger indenfor tekstilindustrien. Buchalter afpressede herefter fabriksejerne til at betale til Buchalter under trussel om, at fagforeningerne ellers ville strejke for højere løn. Buchalters kontrol med fagforeningerne omfattede også betaling af beskyttelsespenge, og han udvidede forretningen til også at omfatte fagforeningerne blandt brødkuskene. Fagforeningerne var en vigtig indtægtskilde for Buchalter, og han fortsatte med denne type forretning også efter, at han var blevet en højtstående person inden for den organiserede kriminalitet. Buchalter indgik senere en alliance med Tommy Lucchese, lederen af den kriminelle Lucchese-famile, og sammen kontrollerede de tekstilindustri-området i New York.
Buchalter og Shapiro flyttede ind i dyre ejendomme på Eastern Parkway med familien, der var aktive i synagogerne Union Temple og Kol Israel Synagogue. I de senere år boede Buchalter med sin familie i en penthouselejlighed i Central Park West på Manhattan.
Buchalter og Shapiro var også involveret i spiritussmugling under forbudstiden og blev i 1927 begge arresteret for drabet på den konkurrenrende spiritus-smugler Jack Diamond, men tiltalen blev senere opgivet på grund af manglende beviser.
Den 20. august 1931 giftede Buchalter sig med en britisk-født enke med russisk baggrund, Betty Wasserman, og adopterede hendes børn fra hendes tidligere ægteskab.

## Murder, Inc.
I begyndelsen af 1930'erne skabte Buchalter en effektiv organisation til at gennemføre mafiaens lejemord; organisationen havde ikke noget navn, men pressen kaldte den siden Murder, Inc. (Mord A/S). Mafiaens medlemmer ønskede ikke at have nogen direkte forbindelse til mordene, men betalte Murder, Inc. for at gennemføre dem. Buchalters partner, gangsteren og mafiamedlemmet Albert Anastasia meddelte mafiaens ønske om et drab til Buchalter, der herefter gav jobbet til en eller flere gangstere fra de jødiske eller italienske kriminelle bander fra Brooklyn.
Ingen af de tilknyttede til Murder, Inc. havde forbindelse til Mafiaen. Buchalter benyttde sig også af lejemorderene til at udføre sine egne drab. Murder, Inc. var en succes, og organisationen udførte hurtigt lejemord over hele USA for Mafiaen.
I 1935 arrangerede Buchalter det mest kendte drab, drabet på den højtstående gangster Dutch Schultz, der havde forlangt, at den nylige sammenslutning af mafiafamilier National Crime Syndicate fik likvideret statsanklageren i New York, Thomas Dewey. Syndikates medlemmer hadede Dewey, men ville ikke lægge sig ud med myndighederne ved at dræbe statsanklageren, hvorfor Syndikatet i stedet besluttede at likvidere Schultz, der havde meddelt, at han selv ville likvidere Schultz, hvis ikke Syndikatet ville. Syndikatet gav opgaven til Buchalter. Schultz blev skudt ned den 23. oktober 1935 i en restaurant i Newark i New Jersey.
Politiet anslog i 1935, at Buchalter og Shapiro havde 250 personer til at arbejde for sig i organisationen, og at Buchalter tjente over $1 million om året.

## Optrevling og retssag
Den 13. september 1936 dræbte en lejemorder fra Murder, Inc. på Buchalters ordre en ejer af en slikbutik i Brooklyn, Joseph Rosen. Rosen var tidligere chauffør i tekstilindustrien og havde fået slikbutikken i bytte for kontrol med en fagforening indenfor tekstilindustrien. Rosen havde nægtet at forlade New York på Buchalters opfordring, således at Rosen kunne undgå at afgive vidneforklaring. Der foreligger ikke noget bevis for, at Rosen var informant til statsanklageren Thomas Dewey, men Buchalter mente, at Rosen var informant. På daværende tidpunkt blev ingen tiltalt for mordet.
Den 8. november 1936 blev Buchalter og Shapiro dømt for overtrædelse af monopollovgivningen i forbindelse med handel med kaninskind i New York. De blev løsladt mod kaution, men gik herefter under jorden. Den 13. november 1936 blev de in absentia idømt to års fængsel.

## Eftersøgning
Efter Buchalters og Shapiros forsvinden blev iværksat en eftersøgning af de to. Den 9. november 1937 udlovede FBI en dusør på $5,000 dollars på de to.
Den 1. december 1937 blev Buchalter tiltalt for heroinsmugling. Den 14. april 1938 overgav Shapiro sig til myndighederne i New York, men Buchalter forblev på flugt.
I løbet af de næste to år blev gennemført en større eftersøgning i USA og Europa efter Buchalter. Den 29. juli 1939 opfordrede Thomas Dewey New York City til at udlove en dusør på 25.000$ for oplysninger, der kunne føre til Buchalters anholdelse, idet Dewey samtidig knyttede Buchalter til en lang række drab. Den 24. august 1939 overgav Buchalter sig til FBI's chef J. Edgar Hoover foran et hotel på Manhattan. Det viste sig siden, at Buchalter havde skjult sig i New York City i hele perioden, hvor han var på flugt.
Efter at Buchalter blev idømt 14 års fængsel for narkosmugling af USA's føderale myndigheder, blev han overgivet til New York State for tiltale for afpresning, der senere idømte ham yderligere 30 års fængsel. Den 20. august 1940 blev Buchalter tiltalt for drabet på Harry Greenberg, en gangster tilknyttet kasinoejeren Meyer Lansky og gangsteren Bugsy Siegel. Sagen blev dog ikke gennemført.

## Nye tiltaler for drab
Den 9. maj 1941 blev Buchalter tiltalt for drabet på Rosen og tre øvrige personer ved en domstol i New York. Buchalters ordre om drabet på Rosen var overhørt af gangsteren Abe Reles, der havde indgået en aftale med anklagemyndigheden om straffrihed mod at afgive vidneforklaring. Buchalter blev yderligere belastet af vidneudsagn fra Albert Tannenbaum og den 30. november 1941 blev Buchalter kendt skyldig i drab, og blev den 2. december 1941 idømt dødsstraf sammen med hans medhjælpere Emanuel "Mendy" Weiss og Louis Capone.
Sagen blev appelleret helt til USA's højesteret, men uden held, da højesteret i 1943 stadfæstede dødsdommen (319 U.S. 427 (1943)).

## Henrettelse
Ved afgørelsen i USA's højesteret afsonede Buchalter en dom for afpresning i Leavenworth Federal Prison og New York State forlangte herefter Buchalter udleveret til henrettelse. Buchalter kæmpede mod udleveringen fra de føderale myndighder til de statslige myndigheder, men den 21. januar 1944 blev han udleveret og overført til Sing Sing-fængslet, hvor han den 4. marts 1944 blev henrettet i den elektriske stol. kort efter at hans medhjælpere Weiss og Capone var blev henrettet på samme måde.
Louis Buchalter er begravet på Mount Hebron Cemetery i Flushing i New Yorks borrough Queens.

## I populærkulturen
Buchalter blev i filmen fra 1960 Murder, Inc. spillet af David J. Stewart og af Gene Roth og Joseph Ruskin i tv-serien The Untouchables fra 1959 og af John Vivyan og Shepherd Sanders i tv-serien The Lawless Years.
Filmen Lepke, med Tony Curtis i hovedrollen, var baseret på Buchalters liv. Andre portrætter omfatter filmen Gangster Wars af Ron Max fra 1981, ligesom Buchalter omtales i "The Legend of Tennessee Moltisanti", episode 8 i første sæson af tv-serien The Sopranos.

## Literaturliste
- Ryan, Patrick J. Organized crime: a reference handbook. ABC-CLIO, 1995. ISBN 0874367468
- Nash, Arthur. New York City Gangland. Arcadia, 2010. ISBN 0738573140
- Messick, Hank. Lansky. London: Robert Hale & Company, 1973. ISBN 0-7091-3966-7
- Kavieff, Paul R. The Life and Times of Lepke Buchalter: America's Most Ruthless Labor Racketeer, Barricade Books, 2006. ISBN 1-56980-291-2
- Almog, Oz, Kosher Nostra Jüdische Gangster in Amerika, 1890–1980 ; Jüdischen Museum der Stadt Wien ; 2003, Text Oz Almog, Erich Metz, ISBN 3-901398-33-3

## Eksterne links
- Wikimedia Commons har flere filer relateret til Louis Buchalter
- Federal Bureau of Investigation - Freedom of Information Privacy Act - Reading Room: Louis "Lepke" Buchalter (engelsk)
- Police Identification Photograph of Louis Buchalter, alias Louis Lepke (high-resolution) fra Burton B. Turkus papers i Lloyd Sealy Library Digital Collections